# 여무영
여무영은 대한민국의 배우이다.

## 출연작

### 영화
- 《로망》 (2019년) - 천가 역
- 《동네사람들》 (2018년) - 위원장 역
- 《협상》 (2018년) - 고아원 원장 역
- 《명당》 (2018년) - 예조판서 역
- 《마녀》 (2018년) - 과거 노의사 역
- 《7년의 밤》 (2018년) - 하영 부 역
- 《보통사람》 (2017년) - 박 교수 역
- 《렛 미 아웃》 (2013년) - 변 교수 역
- 《7번방의 선물》 (2013년) - 모의법정 판사 역
- 《댄싱퀸》 (2012년) - 민진당대표 역
- 《챔프》 (2011년) - 장제사 역
- 《레지스탕스》 (2010년)
- 《쩨쩨한 로맨스》 (2010년) - 민호 부 역
- 《베스트셀러》 (2010년) - 의사 역
- 《불꽃처럼 나비처럼》 (2009년) - 영의정 역
- 《마더》 (2009년) - 공석호 변호사 역
- 《추격자》 (2008년) - 경무관 역
- 《마유미》 (1990년) - 김정기 역

### 드라마
- 《트리거》 (Disney+, 2025년) - 윤남기 역
- 《하이드》 (JTBC, 쿠팡플레이 2024년) - 최무원 역
- 《시크릿 부티크》 (SBS, 2019년) - 위동섭 역
- 《트랩》 (OCN, 2019년)
- 《손 the guest》 (OCN, 2018년)
- 《청춘시대 2》 (JTBC, 2017년) - 한관영 역
- 《역적 : 백성을 훔친 도적》 (MBC, 2017년)
- 《보이스》 (OCN, 2017년) - 변상안 / 강현팔 역
- 《마스터 - 국수의 신》 (KBS2, 2016년) - 하태봉 역
- 《디데이》 (JTBC, 2015년) - 유영탁 역